# Frans Corten
Frans Andreas Corten (Budel, 27 augustus 1928 – 1 november 2011) was een Nederlands burgemeester van de Katholieke Volkspartij (KVP) en later het Christen-Democratisch Appèl (CDA).
Na het vervullen van zijn dienstplicht ging hij in 1948 werken bij de gemeentesecretarie van Gronsveld. Vervolgens was hij vanaf 1950 als eerste ambtenaar werkzaam bij de gemeente Munstergeleen en in 1954 maakte hij de overstap naar de gemeente Heer waar hij het bracht tot hoofdcommies. Daarnaast was hij onder andere docent Staatsinrichting M.O. bij de Katholieke Leergangen in Tilburg. In maart 1966 werd Corten burgemeester van Limbricht en in 1972 was hij ook nog enige tijd waarnemend burgemeester van de gemeenten Grevenbicht en Obbicht en Papenhoven. Vervolgens combineerde hij vanaf 1972 het burgemeesterschap van Limbricht met dat van de gemeente Nieuwstadt. Bij de grote Limburgse gemeentelijke herindeling van januari 1982 werden beide gemeenten opgeheven waarmee aan zijn burgemeesterscarrière een einde kwam. Hij overleed eind 2011 op 83-jarige leeftijd.